# Eirene menoni
Eirene menoni is een hydroïdpoliep uit de familie Eirenidae. De poliep komt uit het geslacht Eirene. Eirene menoni werd in 1953 voor het eerst wetenschappelijk beschreven door Paul Lassenius Kramp.
Een specimen van deze soort was verzameld op de expeditie naar het Groot Barrièrerif in 1928. De soort is genoemd naar M. Govindan Kutty Menon, die in 1932 een niet nader benoemde Phortis-soort had beschreven, afkomstig van de kust van India nabij Chennai (Phortis is een synoniem van Eirene). Volgens Kramp was dit waarschijnlijk dezelfde soort en zou Menon bijgevolg de eerste zijn geweest die ze had beschreven.